# 1431.
◄ | 14. stoljeće | 15. stoljeće | 16. stoljeće | ►
◄ | 1400-ih | 1410-ih | 1420-ih | 1430-ih | 1440-ih | 1450-ih | 1460-ih | ►
◄◄ | ◄ | 1428. | 1429. | 1430. | 1431. | 1432. | 1433. | 1434. | ► | ►►
Arhitektura • Astronomija • Glazba • Knjige • Književnost • Kršćanstvo • Medicina • Pravo • Promet • Slikarstvo • Znanost

## Događaji
- Kralj Žigmund zatražio je od bosanskog kralja Tvrtka II. Zahumlje i Livno, jer je humsku zemlju i druge župe posjedovao ban hrvatskog kraljevstva.

## Rođenja
- U mjestu Isola di Carturo (Veneto) rođen talijanski slikar Andrea Mantegna.

## Smrti
- U Rouenu osuđena kao vještica i spaljena na lomači Ivana Orleanska ( Jeanne d'Arc) (* 1412.).

## Vanjske poveznice
|  | Zajednički poslužitelj ima još gradiva o temi 1431. |